# Witvleugeldikbek
De witvleugeldikbek (Eophona migratoria) is een zangvogel uit de familie Fringillidae (vinkachtigen) met een dikke snavel. In het Engels heet de vogel Chinese Grosbeak, soms vertaald als Chinese appelvink.

## Kenmerken
De vogel is 15 tot 18 cm lang en weegt 40 tot 57 g. Het is een middelgrote vink die qua formaat lijkt op de appelvink maar met een langere, gevorkte staart. Het mannetje heeft een zwarte kop. Verder is de vogel overwegend bleek grijsbruin. De rug en stuit zijn bleekgrijs, de bovenstaartdekveren zijn wit van boven en zwart aan het einde van de staart. De vleugels zijn zwart met witte punten op de vleugelpennen. Het vrouwtje mist de zwarte kop en is verder iets doffer grijs. Beide geslachten hebben een gele snavel.

## Verspreiding en leefgebied
Deze soort telt twee ondersoorten:
- E. m. migratoria: zuidoostelijk Siberië, noordoostelijk China en Korea.
- E. m. sowerbyi: centraal en het oostelijke deel van Centraal-China.

Het is een vogel van randen van natuurlijk loofbos met eik, berk, els en Fagus, maar ook in boomgaarden en parken, inclusief parken in grote steden.

## Status
De grootte van de wereldpopulatie is niet gekwantificeerd. Men veronderstelt dat de soort in aantal stabiel is. Om deze redenen staat de witvleugeldikbek als niet bedreigd op de Rode Lijst van de IUCN.